# Anopheles beklemishevi
Anopheles beklemishevi este o specie de țânțari din genul Anopheles, descrisă de Stegnii și Kabanova în anul 1976. Conform Catalogue of Life specia Anopheles beklemishevi nu are subspecii cunoscute.

## Galerie

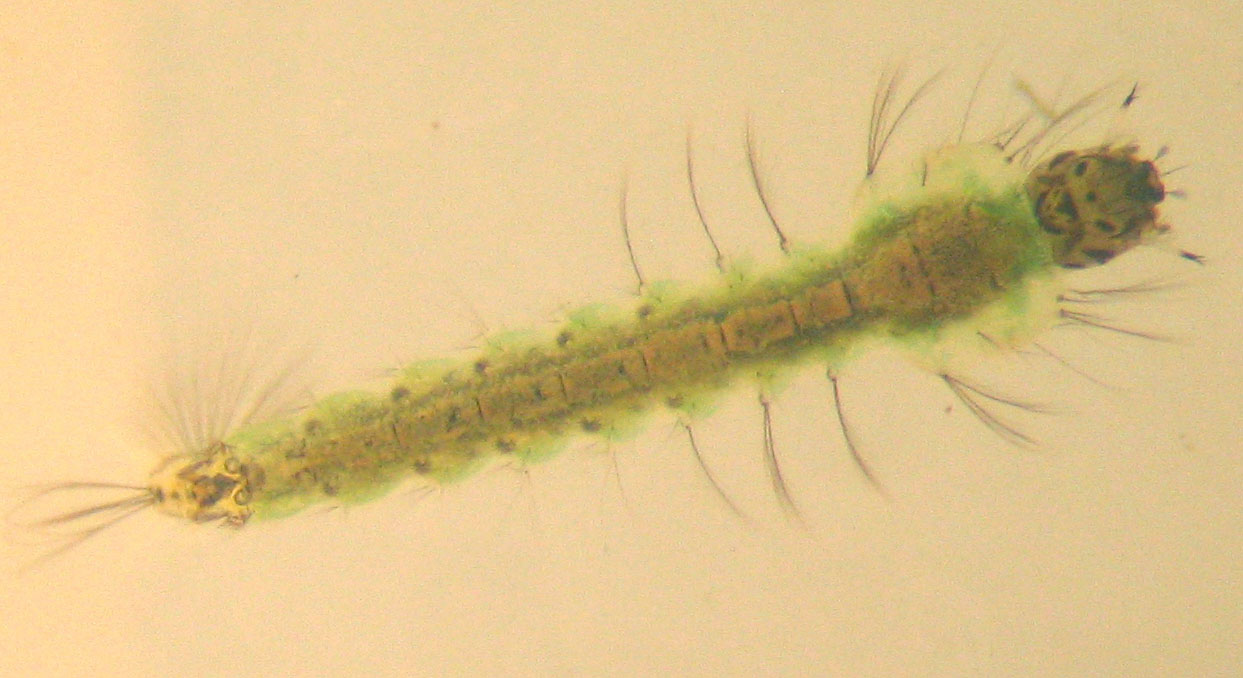